# Hilara albanica
Hilara albanica är en tvåvingeart som beskrevs av Engel 1943. Hilara albanica ingår i släktet Hilara och familjen dansflugor.
Artens utbredningsområde är Albanien. Inga underarter finns listade i Catalogue of Life.